# 吳弘濟
吳弘濟（1559年—1603年），字春陽，一字汝輯，號海洲。浙江秀水縣（今屬嘉興市）人。明朝政治人物。

## 生平
萬曆七年（1579年）己卯浙江鄉試四十七名，八年庚辰中乙榜，萬曆十四年（1586年）丙戌科會試三十九名，登三甲第九十五名進士。吏部观政，授湖廣蒲圻縣（今屬湖北省赤壁市）知縣。十九年本省同考，二十年十月授湖广道監察御史。萬曆二十一年（1593年）春巡视十庫，尋奉敕巡视山海、居庸、紫荆三关，条上便宜八事。高攀龍以趙用賢去國，疏争之，謫為揭陽典史，复争之，斥为民。萬曆三十一年卒，春秋四十五。熹宗即位。贈光禄寺少卿。

## 家族
髙祖吴宗生二子：西园吴奎、東洲吴參，號東西吴。曾祖吳參为東吴；祖父吳樑；父吳杰，號碧巖，入赘曾氏。母曾氏。具庆下。兄吳弘毅。從兄吴勲（同科舉人）、弘道、弘德。弟弘憲、弘化、弘猷。

## 外部連結
- 吳弘濟 嘉興名人